# Purple Dragons
Purple Dragons är den grupp gatuligister ur Teenage Mutant Ninja Turtles. I alla varianter stöter de på sköldpaddorna tidigt i berättelsen.

## Historik
Purple Dragons kännetecken är det drakmärke som medlemmarna bär, antingen som tatuering eller på sina kläder. De begår rån och hotar personer.

### Mirageserierna
I Mirageserierna är Purple Dragons det tuffaste gänget från Lower East Side i New York. I deras första strid mot sköldpaddorna visar det sig att ligisterna trots sina eldvapen och knivar är chanslösa mot sköldpaddorna. De flesta gängmedlemmarna dödas i striden före polisens ankomst. Gänget återvänder senare, under ledning av Hunter Mason (som visar sig vara Hun).

### 1987 års TV-serie
I 1987 års TV-serie stöter sköldpaddorna på ett ej namngivet gäng, som påminner om Purple Dragons, i avloppen då de räddar April O'Neil i första avsnittet ("Turtle Tracks"). Före mutationen var Bebop och Rocksteady medlemmar av detta gäng. Gänget återvänder sedan i avsnitten "The Gang's All Here" och "Once Upon a Time Machine" albeit with different members.

### Archieserierna
Eftersom de första numren av Archieserierna följer 1987 års TV-serie, dyker även här ett liknande, ej angivet, gäng lett av Bebop och Rocksteady upp i första numret.

### Spelfilmerna
I de ursprungliga spelfilmerna medverkar inte Purple Dragons. I stället påminner Fotklanen mer om ett gäng.

### Dreamwaveserierna
Eftersom de första numren av Dreamwaveserierna följer 2003 års TV-serie, medverkar Purple Dragons även här.

### IDW Publishing
I IDW Publishing-serierna kommer Purple Dragons också från Nedre East Side, och leds av Angel Bridge. Här agerar de dock som grannsamverkan mot både mutanter och Fotklanens ninjas. Angels far Brooklyn S. Bridge och Arnold Jones (som i denna variant senare visar sig vara Hun) hade tidigare använt sig av Purple Dragons, vilka gjort Brooklyns gator till en osäker plats.

### 2003 års TV-serie
I 2003 års TV-serie leds Purple Dragons av Hun, och har koppling till Fotklanen. De är fiender med sköldpaddorna sedan tidigt under första säsongen. När Casey Jones var liten fick hans far Arnold Jones Sr. sin butik nedbränd av Purple Dragons, efter att ha vägrat betala skyddspengar, vilket fick Casey Jones att börja med privat brottsbekämpning.
När Utrom-Shredder (Ch'rell) fördrivits från Jorden och hans identitet avslöjats, börjar Hun bygga ut verksamheten från ett lokalt gatugäng till ett nationellt brottssyndikat. De börjar stjäla gods, och Hun avbryter kontakterna med Fotklanen. Senare hjälper Purple Dragons sköldpaddorna att bekämpa Tengu Shredder.
Ett år senare ryktas att Shredder är på väg tillbaka. Hun skickar då Purple Dragons för att leta efter Yins ring för att ge honom styrka att stå upp mot Shredder. De hittar dock fel ring, och April O'Neil får den rätta ringen.
Gängkrig utbryter mellan Fotklanen och Purple Dragons. Hun allierar sig då med Baxter Stockman för att utveckla vapen och hacka sig in i Fotklanens databas.

### 2012 års TV-serie
I 2012 års TV-serie är Purple Dragons ett sinoamerikanskt gäng med koppling till Fotklanen. De hotar butiksinnehavare som Mr. Murakami och krävde skyddspengar, men besegras av sköldpaddorna.

### Dator- och TV-spel
Purple Dragons medverkar som fiender i 2003 års TV-spel och Game Boy Advance-spelet från 2003 där Hun och Dragon Face är nivåbossar. I Mutant Melee är Hun en spelbar figur medan Spike och en annan gängmedlem är icke-spelbara motståndare. Gänget medverkar också i spelet TMNT och  Game Boy Advance-spelet TMNT, i det senare är Hun boss. Purple Dragons medverkar också i Out of the Shadows.

### Fotnoter
1. ↑  ”Turtle Tracks” (på engelska). TV.com. 28 december 1987. http://www.tv.com/shows/teenage-mutant-ninja-turtles-1987/turtle-tracks-45510/. Läst 30 april 2015.
2. ↑  ”The Gang's All Here”. TV.com. 13 december 1989. http://www.tv.com/shows/teenage-mutant-ninja-turtles-1987/the-gangs-all-here-70693/. Läst 30 april 2015.
3. ↑  ”Once Upon A Time Machine (Episode 107) Review” (på engelska). Original Cartoon Episode Reviews. 18 mars 1991. http://www.angelfire.com/ut2/tmntreviewhq/onceuponatimemachinereview.html. Läst 30 april 2015.
4. ↑  ”TMNT Adventures Mini-Series #1” (på engelska). Miragelicensing. 1 augusti 1988. Arkiverad från originalet den 4 januari 2016. https://web.archive.org/web/20160104062052/http://miragelicensing.com/comics/archie/miniseries/01/01.htm. Läst 30 april 2015.
5. ↑  ”TMNT Adventures (miniseries) #1” (på engelska). TMNT Entity. 1 augusti 1988. http://tmntentity.blogspot.se/2008/06/tmnt-adventures-miniseries-1.html. Läst 30 april 2015.
6. ↑  ”TMNT (Dreamwave) #1” (på engelska). TMNT Entity. juni 2003. http://tmntentity.blogspot.se/2013/07/tmnt-dreamwave-1.html. Läst 6 december 2015.
7. ↑  ”Purple Dragons” (på engelska). Comicvine. http://www.comicvine.com/purple-dragons/4060-57781/movies/. Läst 6 december 2015.